# Ana María Ortiz
Ana María Ortiz Rodal (Departamento del Beni, Bolivia, 1989) es una modelo y reina de belleza boliviana. Participó en la edición de 2006 del concurso de belleza Miss Bolivia representando al departamento del Beni, como Miss Beni. Finalizó como Miss Bolivia Mundo. Esto le permitió participar en varios concursos internacionales como en Miss Model of the World en 2006, en el que quedó segunda finalista, Miss Mundo 2006, o Reina Sudamericana 2006, en el que finalizó segunda.
- Datos: Q4750434
- Multimedia: Ana María Ortiz / Q4750434